# Björnsjön, Härjedalen
Björnsjön är en sjö i Bergs kommun i Härjedalen och ingår i Ljungans huvudavrinningsområde. Sjön är 12 meter djup, har en yta på 1,01 kvadratkilometer och är belägen 572 meter över havet. Sjön avvattnas av vattendraget Björnsjöån.

## Delavrinningsområde
Björnsjön ingår i det delavrinningsområde (697390-136970) som SMHI kallar för Utloppet av Björnsjön. Medelhöjden är 626 meter över havet och ytan är 12,84 kvadratkilometer. Räknas de 4 avrinningsområdena uppströms in blir den ackumulerade arean 20,15 kvadratkilometer. Björnsjöån som avvattnar avrinningsområdet har biflödesordning 3, vilket innebär att vattnet flödar genom totalt 3 vattendrag innan det når havet efter 304 kilometer. Avrinningsområdet består mestadels av skog (78 procent). Avrinningsområdet har 1,01 kvadratkilometer vattenytor vilket ger det en sjöprocent på 7,8 procent.